# Csepel (localité)
Pour les articles homonymes, voir Csepel.
Csepel est une ancienne localité hongroise, annexée à Budapest en 1950, sous le nom de 21e arrondissement.